# Visegrád
Visegrád er en by 40 km nord for Budapest i Ungarn. Den ligger i provinsen Pest langs den del af Donau, som kaldes Donauknæet. Byen har 1.793(2024) indbyggere, er kendt for sin historiske betydning og er et populært mål for turister.

## Historie
Visegrád er første gang nævnt i et dokument fra 1009. I 1241, hvor krige lagde store dele af landet i ruiner, blev Visegrád historisk set et endnu vigtigere sted, og i 14. århundrede blev byen Ungarns hovedstad, hvilket stod på i ca. 100 år, inden det igen blev Budas tur. Byens betydning faldt gradvist i takt med ændringer i krigsførelse, hvorved borgens strategiske betydning svandt hen.
Visegrád fik atter bystatus i 2000.
I 1335 afholdtes et møde i Visegrád imellem Johan af Luxemburg (konge af Bøhmen), Karl 1. af Ungarn og Kasimir 3. af Polen; med dette møde som historisk forbillede dannede Polen, Tjekkoslovakiet og Ungarn Visegrádgruppen under et nyt møde i byen den 15. februar 1991.

## Billedgalleri
- Visegrád ved Donauknæet
- Visegrád ved Donauknæet
- Visegrád Borg, højt hævet over Donau
- Borgen
- Borgen
- Udsigten fra borgen. I forgrunden det ungarske flag